# Yeso, New Mexico
Yeso este o localitate (sau o comunitate) neîncorporată din comitatul De Baca, statul New Mexico,  Statele Unite ale Americii.  Yeso se găsește de-a lungul drumului interstatal Route 60, la vest de Fort Sumner.

## Istoric
Un oficiu poștal a existat în Yeso, continuu din 1909.  Comunitatea și-a luat numele de la Yeso Creek , aflat în apropiere.

## Alte articole
- Listă de comunități neîncorporate din statul New Mexico